# 1887 Віртон
1887 Віртон (1887 Virton) — астероїд головного поясу, відкритий 5 жовтня 1950 року.
Тіссеранів параметр щодо Юпітера — 3,221.